# Anton Müller (Philologe)
Anton Müller (* 8. Juni 1792 in Oschiz, Böhmen; † 5. Jänner 1843 in Prag) war ein österreichischer Schriftsteller,  Professor für Ästhetik und Altphilologe.

## Leben
Anton Müller studierte an der Universität Prag und war seit 1816 Gymnasiallehrer in Gitschin. Er wurde 1819 Professor der Ästhetik und klassischen Literatur an der Universität Innsbruck, ab 1826 lehrte er als Professor der Ästhetik und seit 1833, als Nachfolger von Alois Klar,  dazu als Professor der klassischen Literatur und Geschichte der Literatur an der Universität Prag. Von 1828 an war  er auch als Theater-, Musik- und Kunstredakteur an der Zeitschrift Bohemia beteiligt.